# 厦门大学嘉庚学院
厦门大学嘉庚学院(Xiamen University Tan Kan Kee College)，简称嘉庚学院，位于中国福建省厦门湾南岸的厦门大学漳州校区，是经中华人民共和国教育部批准，由厦门大学与厦门嘉庚教育发展有限公司共同举办的独立学院，是一所应用型综合性大学。
嘉庚学院创办于2003年，于2007年1月正式开设国际班、培养双语人才。2010年，嘉庚学院获评“全国先进独立学院”。2011年11月，其被增列为学士学位授予单位，共计36个专业被增列为学士学位授权专业。自2014年起，嘉庚学院与厦门大学研究生院开展联合培养硕士研究生。2021年，嘉庚学院在软科中国大学排名中位列全国独立学院第一，并在“声彻中国”央广网教育年度峰会中获评“国际化办学独立学院”。
截至2024年5月，嘉庚学院校区占地2726亩（所在校区面积为2726亩，自有面积至少为500亩），共设有13个学院、1个独立系、2个教学部、2个教学中心、1个实践教学训练中心和1个科研中心，54个本科专业、83个专业方向，置办了图书馆、工业实训基地、实习基地等一批软硬件设施，拥有900余名专兼职教师，在校本科生近19000人、硕士研究生90人。嘉庚学院已开设了875项“教学质量与教学改革工程”项目（国家级220项、省级655项），“大学英语2”“生态工程学”为第二批国家级一流本科课程。

## 历史
2003年5月，经中华人民共和国教育部批准，厦门大学嘉庚学院正式创办。9月，嘉庚学院迎来首批7个系、9个专业的458名新生。同年10月21日，时任国务委员陈至立、福建省委副书记黄瑞霖为其揭牌。自2007年1月起，该学院开设国际班，从国际商务学院、管理学院、会计与金融学院大一新生中选拔学生，推行纯英文环境下的专业教学。
2008年2月，嘉庚学院实行体育教学俱乐部制，学生可自选锻炼项目、锻炼时间及授课教师。
2011年11月，嘉庚学院通过福建省学士学位授权单位（专业）专家组评审，被增列为学士学位授予单位，学院的36个专业也被增列为学士学位授权专业 。从2014年开始，该学院与厦门大学研究生院开展联合培养硕士研究生。
2012届前嘉庚学院的本科毕业生达到学校毕业要求后可获得厦门大学学士学位，从2012届本科毕业生开始将由厦门大学嘉庚学院独立授予学位。厦门大学嘉庚学院首任及现任院长为从新加坡归国的王瑞芳。
2014年，成立研究生院，与厦门大学研究生院开展联合培养硕士研究生，涉及中国古代文学、语言学及应用语言学、文艺学、环境工程、环境科学（化学-水处理）、生态学、环境科学（生物-生态学）、建筑学、建筑与土木工程、机械工程、中国现当代文学、戏剧与影视学、计算机技术、电子总共有13个专业已实施研究生教育。
2016年，嘉庚学院持续进行学术组织架构的调整与优化，于4月揭牌成立会计与金融学院，于6月揭牌成立环境科学与工程学院。
2018年11月，在《福建省本科高校毕业生竞争力之月薪调查报告》《福建省本科高校毕业生竞争力之晋升调查报告》中，嘉庚学院毕业生平均月薪位列福建省综合性大学第四，毕业生晋升总监级高管人员占比高居福建省综合性大学第二。
2019年11月至12月，嘉庚学院的日语系正式升格为日本语言与文化学院，土木工程系正式升格为土木工程学院，原英语系、原大学外语教学部也正式合并为英语语言文化学院。至此，该学院形成了12个学院、2个独立系的学术组织架构。
2021年4月8日，厦门大学嘉庚学院设计与创意学院正式揭牌成立。
2023年5月，嘉庚学院设计与创意学院成立“闽台乡村设计与创意研究中心”，开展以保护乡土文化、弘扬闽台乡村物质文化和非物质文化的科学研究及人才培养工作。
2023年10月，嘉庚学院举行建校20周年庆祝大会，前来参加该校庆活动的校友超过7000人。在该庆祝大会上，还举行了杰出贡献奖颁奖仪式和长期服务奖表彰仪式，并开通了学院教育发展基金的捐赠通道。

## 组织机构
| | |
| 中文系 - 汉语言文学 新闻传播系 - 新闻学 - 广告学 - 广播电视新闻学 法学院 （页面存档备份，存于） - 法学 - 行政管理 外文学院 （页面存档备份，存于） - 英语 - 日语 艺术设计系 （页面存档备份，存于） - 艺术设计 - 动画 音乐系 （页面存档备份，存于） - 音乐学 - 音乐表演 国际商务学院 - 国际经济与贸易 - 市场营销 - 电子商务 - 网络经济学 会计系 - 财务管理 - 会计学 | 管理系 - 工商管理 - 旅游管理 - 物流管理 财政金融系 - 金融学 - 财政学 - 税务 信息科学与技术学院 （页面存档备份，存于） - 电子信息工程 - 通信工程 - 自动化 - 微电子学 - 计算机科学与技术 - 软件工程 机电工程系 （页面存档备份，存于） - 机械设计制造及其自动化 - 测控技术与仪器 土木工程与建筑系 （页面存档备份，存于） - 土木工程 - 建筑学 环境科学与工程系 （页面存档备份，存于） - 环境科学与工程 信息与计算科学系 - 信息与计算科学 |